# Cratere La Pérouse
La Pérouse è un cratere lunare di 80,4 km situato nella parte sud-orientale della faccia visibile della Luna.
Il cratere è dedicato all'esploratore francese Jean-François de La Pérouse.

## Crateri correlati
Alcuni crateri minori situati in prossimità di La Pérouse sono convenzionalmente identificati, sulle mappe lunari, attraverso una lettera associata al nome.
| La Pérouse | Coordinate            | Diametro (in km) |
| ---------- | --------------------- | ---------------- |
| A          | 9°16′12″S 74°42′00″E  | 4,08             |
| D          | 11°10′12″S 76°34′12″E | 6,57             |
| E          | 10°10′12″S 78°30′36″E | 35,22            |